# Alvis TE 21
Alvis TE 21 är en bilmodell från brittiska Alvis som tillverkades mellan 1964 och 1966. Denna modell tillverkades i 352 exemplar. Den är bland annat känd för att ha använts av advokaten Peter Kingdom i tv-serien Kingdom, med Stephen Fry i huvudrollen.